# Bellanca YO-50
El Bellanca YO-50 fue un prototipo de avión biplaza de corto alcance para cooperación con el ejército, construido para las Cuerpo Aéreo del Ejército de los Estados Unidos en 1940.

## Diseño y desarrollo
Como respuesta a una solicitud de diseño por parte del Cuerpo Aéreo del Ejército de los Estados Unidos en 1938, en la que inicialmente entraron once competidores, para un avión biplaza ligero de cooperación con el ejército, y de corto alcance, Bellanca presentó su modelo 49-42. Típico en los aviones de su clase, era un monoplano de ala alta arriostrada con tren de aterrizaje fijo de rueda de cola y amplia cabina acristalada. Disponía de slots de borde de ataque en toda su envergadura y flaps ranurados en casi dos tercios del borde de fuga, que le conferían capacidades STOL. Su motor en V invertida hizo que se pareciese a su equivalente alemán, el Fieseler Storch.
Se construyeron tres prototipos para ser evaluados junto con los Stinson YO-49 y Ryan YO-51 Dragonfly. Stinson ganó el contrato de producción, por lo que no se construyeron más ejemplares.

## Historia operacional
Tres ejemplares fueron comprados para evaluación contra el Stinson YO-49 y el Ryan YO-51 Dragonfly, con los números de serie del 42-741 al 42-743. El primer vuelo se produjo en 1940, mientras que la primera unidad se entregó el 1 de junio de 1941. El aparato de Stinson ganó el contrato de producción, y no se construyeron más YO-50.

## Variantes
Model 49-42
Designación interna de la compañía.
YO-50
Designación dada por el USAAC, tres construidos.

## Operadores
Estados Unidos
- Cuerpo Aéreo del Ejército de los Estados Unidos

## Especificaciones
Referencia datos: Plane Facts: Bellanca's "Storch"

### Características generales
- Tripulación: Dos (piloto y observador)
- Longitud: 10,7 m (35,2 ft)
- Envergadura: 16,9 m (55,5 ft)
- Peso útil: 318 kg (700,9 lb)
- Peso máximo al despegue: 1763 kg (3885,7 lb)
- Planta motriz: 1× motor lineal de 12 cilindros en V invertida y refrigerado por aire Ranger SGV-770-1.
  - Potencia: 313 kW (432 HP; 426 CV)
- Hélices: 1× Bipala metálica de paso variable por motor.

### Rendimiento
- Velocidad máxima operativa (Vno): 214 km/h (133 MPH; 116 kt)
- Velocidad crucero (Vc): 193 km/h (120 MPH; 104 kt)
- Velocidad de entrada en pérdida (Vs): 69 km/h (43 MPH; 37 kt)
- Alcance: 660 km (356 nmi; 410 mi)

## Aeronaves relacionadas

### Secuencias de designación
- Secuencia Numérica (de Bellanca): ← 31-42 - 31-50 - 31-55 - 49-42 - 66-70 - 66-75 - 77-140 →
- Secuencia Militar (de Bellanca): C-27 - X-855e - XSE - XSOE - YO-50
- Secuencia O-_ (Aviones de Observación del USAAC/USAAF, 1924-1942): ← O-47 - O-48 - O-49 - O-50 - YO-51 - O-52 - O-53 →